# Ерманос Гарза, Ектор Гарза Контрерас (Виља де Кос)
Ерманос Гарза, Ектор Гарза Контрерас (шп. Hermanos Garza, Héctor Garza Contreras) насеље је у Мексику у савезној држави Закатекас у општини Виља де Кос. Насеље се налази на надморској висини од 1842 м.

## Становништво
Према подацима из 2010. године у насељу је живело 9 становника.

### Хронологија
| Година       | 2000       | 2005 | 2010 |
| ------------ | ---------- | ---- | ---- |
| Становништво | 16 (7 / 9) | 8    | 9    |

### Попис
| # | Индикатор                     | Вредност |
| - | ----------------------------- | -------- |
| 1 | Укупно домаћинстава           | 2        |
| 2 | Укупно насељених домаћинстава | 2        |
| 3 | Величина локације             | 1        |